# Catatinagma
Catatinagma là một chi bướm đêm thuộc họ Gelechiidae.

## Hình ảnh

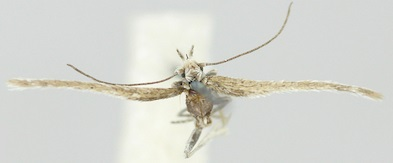